# 카보베르데의 역사
카보베르데의 역사는 1458년 포르투갈의 침공과 섬의 식민화로 시작된다. 카보베르데에 대한 초기 언급의 가능성은 최소 2,000년 전으로 거슬러 올라간다.

## 식민지화

### 20세기
20세기의 대부분 동안, 식민지 정부는 포르투갈의 열대 식민지들을 위해 "계약" 노동력을 공급하기 위해 강제 이주를 조직했다. 특히 사람들이 절망적이었던 기근 기간인 1900년과 1970년 사이에, 약 80,000명의 카보베르데인들이 상투메 프린시페 농장으로, 그리고 7,000명 이상이 앙골라와 모잠비크로 운송되었다.
1912년에 민델루는 가장 많이 사용되는 대서양 횡단 전신국이 되었다. 매년 항구에서 총 669척의 선박에 연료를 주입하여 10년 후 1,927척의 선박에 도달했다. 그러나 휘발유가 연료로 사용되기 시작했을 때, 민델루는 개선된 항구 시설인 그란카나리아섬의 라스팔마스나 세네갈의 인근 다카르에 필적할 수 없었다. 수에즈 운하 또한 해상 교통의 많은 부분을 남대서양으로 우회시켰다. 석탄의 사용은 감소했고, 부족한 일로 인해 1912년에 석탄 파업으로 이어졌다. 1930년에 대공황이 시작되었을 때, 선박 활동은 끝났다.
카보베르데의 최악의 기근 중 두 개가 1941~43년과 1947~48년에 발생하여 약 45,000명의 사람들이 사망했다. 이 거대한 재난은 포르투갈 언론에 보도되지 않았으며, 제2차 세계 대전으로 인해 식량 원조가 보내지지 않았다. 포고 인구의 절반이 사망했다. 포르투갈 당국은 사망에 대한 보도나 심지어 기근이라는 단어의 사용을 금지했다.

### 독립운동
비록 카보베르데가 포르투갈에 의해 방치되었지만, 포르투갈의 카보베르데에 대한 대우는 다른 식민지 사람들에 대한 대우와 달랐다. 카보베르데의 사람들은 피부가 더 가벼워서 다른 포르투갈 식민지의 아프리카 사람들보다 약간 더 잘했다. 소수가 교육을 받았고, 카보베르데는 고등 교육 기관을 가진 첫 아프리카-포르투갈 식민지였다. 독립할 무렵, 인구의 4분의 1이 읽을 수 있었다(포르투갈령 기니의 5퍼센트와 비교하면, 현재 기니비사우).
글을 읽고 쓸 수 있는 카보베르데인들은 본토에 쌓이고 있는 독립에 대한 압력을 인식하게 되었다. 이 섬들은 포르투갈 정부의 무관심 속에 가뭄, 기근, 전염병, 화산 폭발을 계속 경험했다. 20세기 전반 동안 수천 명의 사람들이 기아로 사망했다. 비록 민족주의 운동이 포르투갈의 다른 아프리카 국가들보다 카보베르데에서 덜 열정적으로 보였지만, 기니비사우-카보베르데 아프리카 독립당, 또는 PAIGC)은 1956년 아밀카르 카브랄과 다른 범아프리카주의자들에 의해 설립되었다. 많은 카보베르데인들은 기니비사우에서 독립을 위해 싸웠다.
1926년, 포르투갈은 식민지를 포르투갈과 포르투갈인의 이익을 위해 개발된 경제 변경지역으로 간주하는 우파 독재국가가 되었다. 기근, 실업, 가난, 그리고 포르투갈 정부가 그러한 문제들을 해결하지 못한 것은 분노를 일으켰지만, 포르투갈의 독재자 안토니우 드 올리베이라 살라자르는 다른 유럽 식민지 강대국들이 그들의 식민지를 포기했던 것처럼 쉽게 그의 식민지를 포기하고 싶지 않았다.
제2차 세계 대전 이후, 포르투갈은 (1951년부터 해외 영토라고 알려짐) 이전의 식민지들을 유지하려고 의도했다. 1957년과 1964년 사이에 대부분의 이전 아프리카 식민지들이 독립했을 때, 포르투갈은 여전히 유지했다. 그러나 피지귀티 대학살 이후, 카보베르데와 기니비사우 사람들은 가장 긴 아프리카 해방 전쟁 중 하나를 치렀다.
다른 식민지와 마찬가지로 1972년 자치권이 부여되었고 1973년 포르투갈의 카보베르데는 포르투갈 시민들만 투표할 수 있는 유일한 의회 선거를 실시했다. 총 272,071명의 인구 중 25,521명만이 투표를 등록했고 총 20,942명이 투표했다. 당시 포르투갈 헌법은 정당을 금지했고 대부분의 후보자들은 여당인 국민연합에 의해 제안되었지만 일부 시민단체는 후보자를 지명하는 것이 허용되었다.
1974년 4월 25일, 카네이션 혁명 이후, 카보베르데는 더 자치적이 되었지만, 그 직위가 고등 판무관이 될 때까지 계속해서 해외 총독을 두었다. 광범위한 불안은 정부가 PAIGC와 협상하도록 강요했고, 독립적인 카보베르데에 대한 합의들이 논의 중이었다. 페드루 피르스는 10년 이상 동안 추방당한 후 10월 13일에 프라이아로 돌아왔다. 그가 돌아온 후, 포르투갈은 1975년 알제리 협정에 서명했다. 7월 5일 프라이아에서 포르투갈의 바스코 곤살베스 총리가 아빌리우 두아르테 국회의장에게 권력을 이양했다. 카보베르데의 식민지 역사는 카보베르데가 독립하면서 끝이 났다. 카보베르데에는 무력 충돌이 없었고, 그 독립은 포르투갈과의 협상에서 비롯되었다. 독립의 촉매제는 기니비사우에 있는 PAIGC 지부로, 그곳의 포르투갈에 대항하여 궁극적으로 성공적인 전쟁을 시작했다. 이것은 결국 포르투갈이 카보베르데에 대한 독립도 받아들이도록 강요했다.